# Isòtops del cesi
El cesi (Cs) té uns 39 isòtops coneguts, només el xenó en té més. La massa atòmica d'aquests isòtops varia de 112 a 151. El 133Cs és l'únic isòtop natural estable. També es pot produir per fissió nuclear. També s'ha usat per a definir el segon. El 134Cs amb un període de semidesintegració de 2 anys es produeix per activació neutrònica del 133Cs. Només es produeixen petites quantitats directament com a producte de fissió, ja que el xenó 134 és estable. No es produeix per armes nuclears perquè el 133Cs es crea per desintegració beta de productes de fissió originals només molt després de l'explosió nuclear. El 135Cs amb un període de semidesintegració de 2,3 milions d'anys és un del set productes de fissió de llarga vida. En la majoria dels reactors nuclears el seu rendiment del producte de fissió es redueix perquè el seu predecessor el xenó-135 és un verí nuclear i sovint es transmuta en xenó-136 estable abans que pugui desintegrar-se en Cs-135. El 137Cs amb un període de semidesintegració de 30,17 anys és un dels dos principals productes de fissió de vida mitjana, juntament amb l'estronci 90, que és el responsable de la majoria de la radioactivitat del combustible nuclear gastat després d'alguns anys de refrigeració, fins a alguns centenars d'anys després del seu ús. Constitueix també la major part de la radioactivitat que encara queda de l'accident de Txernòbil. El 137Cs presenta desintegració beta a bari 137m (un isòmer nuclear de curta vida) i posteriorment en bari 137 no radioactiu, i és també un potent emissor de radiació gamma. El 137Cs té una taxa molt baixa de captura electrònica i no és factible eliminar-lo d'aquesta manera, però se li pot permetre la desintegració. El137Cs s'ha usat com a marcador en estudis hidrològics, anàlogament a l'ús del 3H (triti). Els altres isòtops tenen períodes de semidesintegració des d'uns pocs dies fins a fraccions de segon.
Quasi tot el cesi produït per fissió nuclear prové de desintegració beta de productes de fissió originàriament més rics en neutrons, passant a través d'isòtops del iode i després d'isòtops del xenó perquè aquests elements són volàtils i poden difondre's a través del combustible nuclear o l'aire, el cesi es crea sovint lluny del lloc originari de la fissió.
Començant el 1945 amb els primers tests nuclears, els isòtops de cesi s'han alliberat a l'atmosfera terrestre on s'absorbeixen ràpidament en solucions i retornen a la superfície de la terra com un component de la pluja radioactiva. Una vegada el cesi entra en contacte amb l'aigua del terra, es diposita en el sòl i s'elimina del paisatge principalment pel transport de partícules.

Massa atòmica estàndard: 132.9054519(2) u

## Taula
| Símbol del núclid | Z(p)                | N(n)                | massa isotòpica(u)  | període de semidesintegració | Espín nuclear | composició isotòpics representativa (fracció molar) | rang de variació natural (fracció molar) |
| Símbol del núclid | energia d'excitació | energia d'excitació | energia d'excitació | període de semidesintegració | Espín nuclear | composició isotòpics representativa (fracció molar) | rang de variació natural (fracció molar) |
| ----------------- | ------------------- | ------------------- | ------------------- | ---------------------------- | ------------- | --------------------------------------------------- | ---------------------------------------- |
| 112Cs             | 55                  | 57                  | 111.95030(33)#      | 500(100) µs                  | 1+#           |                                                     |                                          |
| 113Cs             | 55                  | 58                  | 112.94449(11)       | 16.7(7) µs                   | 5/2+#         |                                                     |                                          |
| 114Cs             | 55                  | 59                  | 113.94145(33)#      | 0.57(2) s                    | (1+)          |                                                     |                                          |
| 115Cs             | 55                  | 60                  | 114.93591(32)#      | 1.4(8) s                     | 9/2+#         |                                                     |                                          |
| 116Cs             | 55                  | 61                  | 115.93337(11)#      | 0.70(4) s                    | (1+)          |                                                     |                                          |
| 116mCs            | 100(60)# keV        | 100(60)# keV        | 100(60)# keV        | 3.85(13) s                   | 4+,5,6        |                                                     |                                          |
| 117Cs             | 55                  | 62                  | 116.92867(7)        | 8.4(6) s                     | (9/2+)#       |                                                     |                                          |
| 117mCs            | 150(80)# keV        | 150(80)# keV        | 150(80)# keV        | 6.5(4) s                     | 3/2+#         |                                                     |                                          |
| 118Cs             | 55                  | 63                  | 117.926559(14)      | 14(2) s                      | 2             |                                                     |                                          |
| 118mCs            | 100(60)# keV        | 100(60)# keV        | 100(60)# keV        | 17(3) s                      | (7-)          |                                                     |                                          |
| 119Cs             | 55                  | 64                  | 118.922377(15)      | 43.0(2) s                    | 9/2+          |                                                     |                                          |
| 119mCs            | 50(30)# keV         | 50(30)# keV         | 50(30)# keV         | 30.4(1) s                    | 3/2(+)        |                                                     |                                          |
| 120Cs             | 55                  | 65                  | 119.920677(11)      | 61.2(18) s                   | 2(-#)         |                                                     |                                          |
| 120mCs            | 100(60)# keV        | 100(60)# keV        | 100(60)# keV        | 57(6) s                      | (7-)          |                                                     |                                          |
| 121Cs             | 55                  | 66                  | 120.917229(15)      | 155(4) s                     | 3/2(+)        |                                                     |                                          |
| 121mCs            | 68.5(3) keV         | 68.5(3) keV         | 68.5(3) keV         | 122(3) s                     | 9/2(+)        |                                                     |                                          |
| 122Cs             | 55                  | 67                  | 121.91611(3)        | 21.18(19) s                  | 1+            |                                                     |                                          |
| 122m1Cs           | 45.8 keV            | 45.8 keV            | 45.8 keV            | >1 µs                        | (3)+          |                                                     |                                          |
| 122m2Cs           | 140(30) keV         | 140(30) keV         | 140(30) keV         | 3.70(11) min                 | 8-            |                                                     |                                          |
| 122m3Cs           | 127.0(5) keV        | 127.0(5) keV        | 127.0(5) keV        | 360(20) ms                   | (5)-          |                                                     |                                          |
| 123Cs             | 55                  | 68                  | 122.912996(13)      | 5.88(3) min                  | 1/2+          |                                                     |                                          |
| 123m1Cs           | 156.27(5) keV       | 156.27(5) keV       | 156.27(5) keV       | 1.64(12) s                   | (11/2)-       |                                                     |                                          |
| 123m2Cs           | 231.63+X keV        | 231.63+X keV        | 231.63+X keV        | 114(5) ns                    | (9/2+)        |                                                     |                                          |
| 124Cs             | 55                  | 69                  | 123.912258(9)       | 30.9(4) s                    | 1+            |                                                     |                                          |
| 124mCs            | 462.55(17) keV      | 462.55(17) keV      | 462.55(17) keV      | 6.3(2) s                     | (7)+          |                                                     |                                          |
| 125Cs             | 55                  | 70                  | 124.909728(8)       | 46.7(1) min                  | 1/2(+)        |                                                     |                                          |
| 125mCs            | 266.6(11) keV       | 266.6(11) keV       | 266.6(11) keV       | 900(30) ms                   | (11/2-)       |                                                     |                                          |
| 126Cs             | 55                  | 71                  | 125.909452(13)      | 1.64(2) min                  | 1+            |                                                     |                                          |
| 126m1Cs           | 273.0(7) keV        | 273.0(7) keV        | 273.0(7) keV        | >1 µs                        |               |                                                     |                                          |
| 126m2Cs           | 596.1(11) keV       | 596.1(11) keV       | 596.1(11) keV       | 171(14) µs                   |               |                                                     |                                          |
| 127Cs             | 55                  | 72                  | 126.907418(6)       | 6.25(10) h                   | 1/2+          |                                                     |                                          |
| 127mCs            | 452.23(21) keV      | 452.23(21) keV      | 452.23(21) keV      | 55(3) µs                     | (11/2)-       |                                                     |                                          |
| 128Cs             | 55                  | 73                  | 127.907749(6)       | 3.640(14) min                | 1+            |                                                     |                                          |
| 129Cs             | 55                  | 74                  | 128.906064(5)       | 32.06(6) h                   | 1/2+          |                                                     |                                          |
| 130Cs             | 55                  | 75                  | 129.906709(9)       | 29.21(4) min                 | 1+            |                                                     |                                          |
| 130mCs            | 163.25(11) keV      | 163.25(11) keV      | 163.25(11) keV      | 3.46(6) min                  | 5-            |                                                     |                                          |
| 131Cs             | 55                  | 76                  | 130.905464(5)       | 9.689(16) d                  | 5/2+          |                                                     |                                          |
| 132Cs             | 55                  | 77                  | 131.9064343(20)     | 6.480(6) d                   | 2+            |                                                     |                                          |
| 133Cs             | 55                  | 78                  | 132.905451933(24)   | ESTABLE                      | 7/2+          | 1.0000                                              |                                          |
| 134Cs             | 55                  | 79                  | 133.906718475(28)   | 2.0652(4) a                  | 4+            |                                                     |                                          |
| 134mCs            | 138.7441(26) keV    | 138.7441(26) keV    | 138.7441(26) keV    | 2.912(2) h                   | 8-            |                                                     |                                          |
| 135Cs             | 55                  | 80                  | 134.9059770(11)     | 2.3(3)E+6 a                  | 7/2+          |                                                     |                                          |
| 135mCs            | 1632.9(15) keV      | 1632.9(15) keV      | 1632.9(15) keV      | 53(2) min                    | 19/2-         |                                                     |                                          |
| 136Cs             | 55                  | 81                  | 135.9073116(20)     | 13.16(3) d                   | 5+            |                                                     |                                          |
| 136mCs            | 518(5) keV          | 518(5) keV          | 518(5) keV          | 19(2) s                      | 8-            |                                                     |                                          |
| 137Cs             | 55                  | 82                  | 136.9070895(5)      | 30.1671(13) a                | 7/2+          |                                                     |                                          |
| 138Cs             | 55                  | 83                  | 137.911017(10)      | 33.41(18) min                | 3-            |                                                     |                                          |
| 138mCs            | 79.9(3) keV         | 79.9(3) keV         | 79.9(3) keV         | 2.91(8) min                  | 6-            |                                                     |                                          |
| 139Cs             | 55                  | 84                  | 138.913364(3)       | 9.27(5) min                  | 7/2+          |                                                     |                                          |
| 140Cs             | 55                  | 85                  | 139.917282(9)       | 63.7(3) s                    | 1-            |                                                     |                                          |
| 141Cs             | 55                  | 86                  | 140.920046(11)      | 24.84(16) s                  | 7/2+          |                                                     |                                          |
| 142Cs             | 55                  | 87                  | 141.924299(11)      | 1.689(11) s                  | 0-            |                                                     |                                          |
| 143Cs             | 55                  | 88                  | 142.927352(25)      | 1.791(7) s                   | 3/2+          |                                                     |                                          |
| 144Cs             | 55                  | 89                  | 143.932077(28)      | 994(4) ms                    | 1(-#)         |                                                     |                                          |
| 144mCs            | 300(200)# keV       | 300(200)# keV       | 300(200)# keV       | <1 s                         | (>3)          |                                                     |                                          |
| 145Cs             | 55                  | 90                  | 144.935526(12)      | 582(6) ms                    | 3/2+          |                                                     |                                          |
| 146Cs             | 55                  | 91                  | 145.94029(8)        | 0.321(2) s                   | 1-            |                                                     |                                          |
| 147Cs             | 55                  | 92                  | 146.94416(6)        | 0.235(3) s                   | (3/2+)        |                                                     |                                          |
| 148Cs             | 55                  | 93                  | 147.94922(62)       | 146(6) ms                    |               |                                                     |                                          |
| 149Cs             | 55                  | 94                  | 148.95293(21)#      | 150# ms [>50 ms]             | 3/2+#         |                                                     |                                          |
| 150Cs             | 55                  | 95                  | 149.95817(32)#      | 100# ms [>50 ms]             |               |                                                     |                                          |
| 151Cs             | 55                  | 96                  | 150.96219(54)#      | 60# ms [>50 ms]              | 3/2+#         |                                                     |                                          |